# Млинарська-Воля
Млинарська-Воля (пол. Młynarska Wola, нім. Herrndorf) — село в Польщі, у гміні Млинари Ельблонзького повіту Вармінсько-Мазурського воєводства.
Населення — 211 осіб (2011).
У 1975-1998 роках село належало до Ельблонзького воєводства.

## Демографія
Демографічна структура станом на 31 березня 2011 року:
|          | Загалом | Допрацездатний вік | Працездатний вік | Постпрацездатний вік |
| -------- | ------- | ------------------ | ---------------- | -------------------- |
| Чоловіки | 100     | 20                 | 74               | 6                    |
| Жінки    | 111     | 24                 | 70               | 17                   |
| Разом    | 211     | 44                 | 144              | 23                   |